# Afrikai fekete réce
Az afrikai fekete réce (Anas sparsa) a madarak (Aves) osztályának lúdalakúak (Anseriformes) rendjébe, ezen belül a récefélék (Anatidae) családjába tartozó faj.

## Rendszerezés
A madár genetikailag a tőkés récékhez áll a legközelebb (Johnson & Sorenson, 1999), de különleges viselkedése (Johnson et al., 2000) és kissé különböző tollazata miatt külön alnembe, a Melanas, sorolják. További kutatások folynak a rendszertani besorolása érdekében.

## Előfordulása
Afrika középső és déli részein honos.

## Alfajai
- Anas sparsa sparsa
- Anas sparsa leucostigma

## Megjelenése
Az afrikai fekete réce tollazata fekete, ahogyan a neve is mutatja, de hátán fehér mintázat található. A madár közepes méretű réce, és a nemek között nincs nagy különbség. Csak akkor lehet megkülönböztetni a két nemet, ha egymás mellett ülnek. Az átlagos hossza 48-57 centiméter.

## Életmódja
Nagyon félénk madár. Általában párban vagy kisebb csapatban él. Habár nappal a folyókban és patakokban úszkál, éjjel a nyíltabb vizeket válassza pihenő helyül. Fő élőhelye az erdős dombok, fészkét a folyóvizek mellé készíti. Csésze alakú fészkét ágakból és fűből készíti. Habár a folyóvizek mellé építi fészkét, mindig gondoskodik arról, hogy az áradási szint fölött legyen.
Fő tápláléka a lárvák és bábok; ezeket a kövek alatt találja meg. Ezeken kívül még fogyaszt kisebb halakat, rákokat, csigákat és növényi eredetű táplálékot, köztük magokat is.

## Szaporodása
Az elterjedési területtől függően az év különböző évszakában költ. A kotlás 30 napig tart. A kotlást és a fiatalok nevelését a tojó végzi. Egy fészekaljban 4-8 tojás van. A fiatal madarak 86 napig ülnek anyjuk mellett.